# Diplopeltis minor
Diplopeltis minor is een rondwormensoort uit de familie van de Diplopeltidae. De wetenschappelijke naam van de soort is voor het eerst geldig gepubliceerd in 1891 door Cobb.